# 渡辺幾治郎
渡辺 幾治郎（わたなべ いくじろう、1877年（明治10年）11月8日 - 1960年（昭和35年）1月30日）は、日本近代史を専門とする歴史家である。

## 来歴
1877年（明治10年）に新潟県魚沼郡小千谷町（現・小千谷市）に生まれ、早稲田大学文学部史学及英文科卒業、京都帝国大学文化大学史学科専科卒業、和歌山県誌編纂主任を経て、1915年（大正4年）、 明治天皇紀を編修する宮内省の臨時編修局（のち臨時帝室編修局）に入り、編修（のち編修官）に就任する。
1933年（昭和8年）、明治天皇紀の完成に伴い退官する。その後、春畝公追頌会において伊藤博文伝の編集に参加し、1937年（昭和12年）、憲政五十年史を編纂する衆議院憲政史編纂会の編纂主任となる。
1946年（昭和21年）、尾崎行雄らと連名で憲法草案を発表する。のち、早稲田大学大隈研究室に勤め大隈文書目録編纂の主任となる。1960年（昭和35年）1月30日、脳軟化症と心臓麻痺のため死去、享年82歳。
渡辺が収集した書籍・資料は、「渡辺文庫」や「渡辺幾治郎収集謄写明治史資料」として早稲田大学が所蔵している。

## 著作

### 単著
- 『日本社会運動史観』大日本文明協会、1925年8月。NDLJP:2386066 NDLJP:2389950。
- 『日本社会問題史観』大日本文明協会事務所、1925年8月。NDLJP:962845。
- 『皇室と社会問題』文泉社、1925年10月。NDLJP:1018551 NDLJP:1875400。
  - 『皇室と社会問題』（増補改訂版）文泉社、1926年10月。
- 『皇室新論』早稲田大学出版部、1929年6月。NDLJP:1271793。
- 『文書より見たる大隈重信侯』故大隈侯国民敬慕会、1932年4月。NDLJP:1157247 NDLJP:1213937 NDLJP:1213938 NDLJP:1874481。
- 『陸奥宗光伝』改造社〈偉人伝全集 第16巻〉、1934年8月。NDLJP:1186609 NDLJP:1874344。
- 『明治史研究』楽浪書院、1934年9月。NDLJP:1259700 NDLJP:1920873。
  - 『明治史研究』（改訂増補）共立出版、1944年7月。
  - 『明治史研究』クレス出版〈明治天皇関係文献集 第10巻〉、2003年8月。
- 『明治天皇と立憲政治』学而書院、1935年1月。NDLJP:1444161 NDLJP:1444813。
  - 『明治天皇と立憲政治』（訂正版）学而書院、1935年4月。NDLJP:1444160。
  - 『明治天皇と立憲政治』（改訂版）政経書房、1937年7月。NDLJP:1278695 NDLJP:1444930。
- 『教育勅語渙発の由来』学而書院、1935年10月。NDLJP:1119626。
- 『明治天皇と軍事』千倉書房、1936年5月。NDLJP:1463775。
  - 『明治天皇と軍事』（新訂増補版）千倉書房、1938年2月。NDLJP:1463774。
- 『明治天皇と輔弼の人々』千倉書房、1936年10月。NDLJP:1258062。
  - 『明治天皇と輔弼の人々』（新訂増補版）千倉書房、1938年2月。
- 『明治史講話』吉川弘文館、1936年11月。NDLJP:1231969。
- 『日清・日露戦争史話』千倉書房、1937年3月。NDLJP:1222348。
- 『明治天皇と明治の建設』千倉書房、1937年5月。NDLJP:1223054。
- 『人物近代日本軍事史』千倉書房、1937年9月。NDLJP:1462676。
- 『日清戦役時代』太陽閣〈大日本国民史 第9巻〉、1937年9月。
- 『日本憲法制定史講』千倉書房、1937年11月。NDLJP:1441745 NDLJP:1453350。
- 『日本戦時外交史話』千倉書房、1937年12月。NDLJP:1441802 NDLJP:1453712。
- 『明治天皇と教育』千倉書房、1938年2月。NDLJP:1463774。
- 『日本近世外交史』千倉書房、1938年10月。NDLJP:1441762 NDLJP:1453609。
- 『外交と外交家』千倉書房、1939年2月。NDLJP:1440489 NDLJP:1444909。
- 『教育勅語の本義と渙発の由来』藤井書店、1939年10月。NDLJP:1144980。
- 『明治外交史話』日本放送出版協会〈ラヂオ新書 第23〉、1940年8月。NDLJP:1278742。
  - 『明治外交史話』（第10版）日本放送出版協会〈ラヂオ新書 第23〉、1941年6月。NDLJP:1445135。
- 『青少年学徒に賜はりたる勅語を拝誦し奉りて』藤井書店、1940年2月。NDLJP:1056910。
- 『皇国大日本史』朝日新聞社、1940年6月。
  - 『皇国大日本史』（訂正9版）朝日新聞社、1940年9月。NDLJP:1918508。
- 『一般史』東洋経済新報社〈現代日本文明史 第1巻〉、1941年2月。
- 『明治維新と現代日本』東洋書館、1941年3月。NDLJP:1123689 NDLJP:1123697。
- 『明治天皇の聖徳』 軍事、千倉書房、1941年7月。NDLJP:1041897。
  - 『明治天皇の聖徳』 教育、千倉書房、1941年9月。NDLJP:1041896。
  - 『明治天皇の聖徳』 重臣、千倉書房、1941年11月。NDLJP:1041899。
  - 『明治天皇の聖徳』 政治、千倉書房、1942年3月。NDLJP:1041901。
  - 『明治天皇の聖徳』 総論、千倉書房、1942年7月。NDLJP:1041903。
- 『陸奥宗光伝』改造社〈改造文庫 第1部 第237篇〉、1941年12月。NDLJP:1057866。
- 『歴史を作る人』東洋経済新報社、1942年4月。NDLJP:1041727。
- 『昭憲皇太后宮の御坤徳』東洋書館、1942年9月。NDLJP:1057760。
- 『皇国の理念』東興社、1943年7月。NDLJP:1039537。
- 『大隈重信 ―新日本の建設者―』照林堂、1943年9月。NDLJP:1057956 NDLJP:1880375。
- 『史伝 山本元帥』千倉書房、1944年8月。NDLJP:1058247 NDLJP:1908682。
- 『基礎資料 皇軍建設史』共立出版、1944年9月。NDLJP:1453169。
- 『太平洋戦争の歴史的考察』東洋経済新報社、1947年3月。
- 『大隈重信』大隈重信刊行会、1952年10月。
  - 『大隈重信』時事通信社〈三代宰相列伝〉、1958年5月。
  - 『大隈重信』（新装版）時事通信社〈三代宰相列伝〉、1958年10月。
  - 『大隈重信』ゆまに書房〈歴代総理大臣伝記叢書 5〉、2005年7月。ISBN 9784843317839。
- 『明治天皇』 上巻、文化資料調査会、1958年2月。
- 『明治天皇』 下巻、文化資料調査会、1958年2月。

### 翻訳
- ジー・エス・シャピロ『現代欧洲政治及社会史』早稲田大学出版部、1922年10月。NDLJP:968652。

### 共著
- 渡辺幾治郎、弘田臥石『明治天皇と軍事一班』弘田自然、1937年。NDLJP:1112979。

### 共編
- 渡邊幾治郎・樋口功編 編『波多野先生伝』悦心會、1913年10月。NDLJP:1881941。
- 渡邊幾治郎・樋口功編 編『和歌山県誌』 上巻、和歌山県、1914年12月。NDLJP:950811。
- 渡邊幾治郎・樋口功編 編『和歌山県誌』 下巻、和歌山県、1914年12月。NDLJP:950812。

### 監修・解説
- 宮越信一郎 著、議会政治社編輯部編 編『日本憲政基礎史料』議会政治社、1939年2月。